# Матамуерте
Матамуерте — традиційний танець народу гарифуна поширений в Центральній Америці, особливо в Гондурасі та Белізі. Танець виконується під музику ритмічних барабанів. Матамуерте це гумористичний танець, який показує людей, що знайшли на пляжі тіло і тичуть в нього, щоб дізнатись чи мертва людина, чи жива.
Матамуерте можна приблизно перекласти з іспанської як «смерть вбиває».